# Peromyscus maniculatus

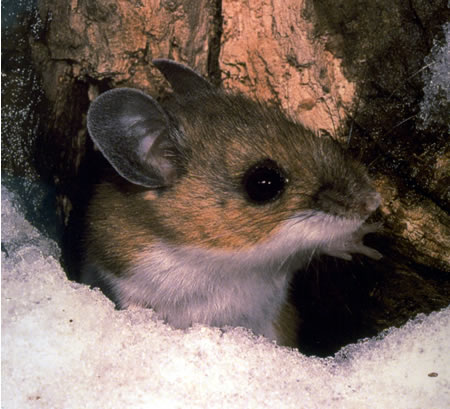

O rato-veadeiro (Peromyscus maniculatus) é uma pequena espécie de roedor de pelagem clara que vive em dunas do estado de Nebraska, nos Estados Unidos.